# Right Place Right Time Tour
Il Right Place Right Time Tour è stato il secondo tour di concerti del cantante inglese Olly Murs, intrapreso per promuovere il terzo suo album in studio Right Place Right Time.
A novembre del 2013 è stata pubblicata in DVD  la tappa alla O2 Arena assieme all'edizione speciale dell'album.

## Recensioni
Gordon Barr di Evening Chronicle ha elogiato l'intero show commentando: "che cambiamento rinfrescante vedere un artista lassù sul palco divertirsi veramente." Barr ha anche paragonato Olly Murs a Robbie Williams. Katie Pavid di The Journal ha scritto: "lo show ha dimostrato con forza di essere in grado di creare un reggae-pop carico di sfumature soul, oltre ad avere il pieno controllo di un pubblico entusiasta.

## Artisti di apertura
- Loveable Rogues (Europa)[4]
- Tich (Europa)[5]
- Before You Exit (Nord America)[6]
- Diana Vickers (UK; in alcune date)[7]
- Bonnie Anderson (Australia)

## Scaletta

### Tracce
1. Army of Two
2. Dance with Me Tonight
3. Personal
4. Thinking of Me
5. I've Tried Everything
6. I Need You Now
7. Hey You Beautiful
8. I'm OK
9. Hand on Heart
10. Loud & Clear
11. Busy
12. Heart on My Sleeve
13. Should I Stay or Should I Go – cover, brano dei The Clash
14. Town Called Malice – cover, brano dei The Jam
15. Please Don't Let Me Go
16. Dear Darlin'
17. One of These Days
18. Oh My Goodness
19. Heart Skips a Beat

### Bis
1. Right Place Right Time – brano
2. Troublemaker

## Date
| Data              | Città             | Stato         | Luogo                                   |
| Europa            | Europa            | Europa        | Europa                                  |
| ----------------- | ----------------- | ------------- | --------------------------------------- |
| 26 febbraio 2013  | Newcastle         | Regno Unito   | Metro Radio Arena                       |
| 27 febbraio 2013  | Nottingham        | Regno Unito   | Capital FM Arena                        |
| 1º marzo 2013     | Sheffield         | Regno Unito   | Motorpoint Arena                        |
| 2 marzo 2013      | Sheffield         | Regno Unito   | Motorpoint Arena                        |
| 3 marzo 2013      | Nottingham        | Regno Unito   | Capital FM Arena                        |
| 5 marzo 2013      | Brighton          | Regno Unito   | Brighton Centre                         |
| 6 marzo 2013      | Brighton          | Regno Unito   | Brighton Centre                         |
| 8 marzo 2013      | Bournemouth       | Regno Unito   | Bournemouth International Centre        |
| 9 marzo 2013      | Bournemouth       | Regno Unito   | Bournemouth International Centre        |
| 10 marzo 2013     | Birmingham        | Regno Unito   | LG Arena                                |
| 12 marzo 2013     | Londra            | Regno Unito   | Wembley Arena                           |
| 13 marzo 2013     | Liverpool         | Regno Unito   | Liverpool Echo Arena                    |
| 15 marzo 2013     | Glasgow           | Regno Unito   | SECC                                    |
| 16 marzo 2013     | Glasgow           | Regno Unito   | SECC                                    |
| 18 marzo 2013     | Aberdeen          | Regno Unito   | AECC                                    |
| 20 marzo 2013     | Birmingham        | Regno Unito   | National Indoor Arena                   |
| 21 marzo 2013     | Manchester        | Regno Unito   | Manchester Arena                        |
| 22 marzo 2013     | Manchester        | Regno Unito   | Manchester Arena                        |
| 23 marzo 2013     | Newcastle         | Regno Unito   | Metro Radio Arena                       |
| 25 marzo 2013     | Cardiff           | Regno Unito   | Motorpoint Arena Cardiff                |
| 26 marzo 2013     | Cardiff           | Regno Unito   | Motorpoint Arena Cardiff                |
| 27 marzo 2013     | Liverpool         | Regno Unito   | Liverpool Echo Arena                    |
| 29 marzo 2013     | Londra            | Regno Unito   | The O2 Arena                            |
| 30 marzo 2013     | Londra            | Regno Unito   | The O2 Arena                            |
| 1º aprile 2013    | Dublino           | Irlanda       | The O2                                  |
| 2 aprile 2013     | Dublino           | Irlanda       | The O2                                  |
| 3 aprile 2013     | Belfast           | Regno Unito   | Odyssey Arena                           |
| 4 aprile 2013     | Belfast           | Regno Unito   | Odyssey Arena                           |
| Nord America      |                   |               |                                         |
| 19 aprile 2013    | Silver Spring     | Stati Uniti   | The Fillmore                            |
| 20 aprile 2013    | Filadelfia        | Stati Uniti   | Trocadero Theatre                       |
| 28 aprile 2013    | Milwaukee         | Stati Uniti   | The Rave                                |
| 30 aprile 2013    | Detroit           | Stati Uniti   | St. Andrew's Hall                       |
| 1º maggio 2013    | Toronto           | Canada        | Phoenix Concert Theatre                 |
| 4 maggio 2013     | Cincinnati        | Stati Uniti   | Bogart's                                |
| 6 maggio 2013     | Atlanta           | Stati Uniti   | Center Stage                            |
| 7 maggio 2013     | Orlando           | Stati Uniti   | House Of Blues Lake Buena Vista         |
| 8 maggio 2013     | Tampa             | Stati Uniti   | The Ritz Ybor                           |
| 11 maggio 2013    | Las Vegas         | Stati Uniti   | Pure Nightclub at Caesars Palace        |
| 14 maggio 2013    | San Francisco     | Stati Uniti   | The Fillmore                            |
| 15 maggio 2013    | Anaheim           | Stati Uniti   | House Of Blues Anaheim                  |
| 18 maggio 2013    | Mansfield         | Stati Uniti   | Comcast Center                          |
| Europa            |                   |               |                                         |
| 2 giugno 2013     | Peterborough      | Regno Unito   | The Embankment                          |
| 6 giugno 2013     | Scarborough       | Regno Unito   | Scarborough Open Air Theatre            |
| 7 giugno 2013     | Middlesbrough     | Regno Unito   | Centre Square Middlesbrough             |
| 23 giugno 2013    | Gloucestershire   | Regno Unito   | Westonbirt Arboretum                    |
| 12 giugno 2013    | Cork              | Irlanda       | Centre Park Road                        |
| 6 luglio 2013     | Staffordshire     | Regno Unito   | Alton Towers                            |
| 7 luglio 2013     | Exeter            | Regno Unito   | Powderham Castle                        |
| 19 luglio 2013    | Pori              | Finlandia     | Jazz-Festivaali                         |
| 30 settembre 2013 | Parigi            | Francia       | Le Trianon                              |
| 1º ottobre 2013   | Brussel           | Belgio        | Ancienne Belgique                       |
| 2 ottobre 2013    | Amsterdam         | Paesi Bassi   | Melkweg                                 |
| 4 ottobre 2013    | Düsseldorf        | Germania      | Mitsubishi Electric Halle               |
| 5 ottobre 2013    | Stoccarda         | Germania      | Liederhall                              |
| 6 ottobre 2013    | Monaco di Baviera | Germania      | Zenith                                  |
| 8 ottobre 2013    | Zurigo            | Svizzera      | Volkshaus                               |
| 9 ottobre 2013    | Offenbach         | Germania      | Stadthalle                              |
| 10 ottobre 2013   | Berlino           | Germania      | Tempodrom                               |
| 11 ottobre 2013   | Amburgo           | Germania      | Sporthalle                              |
| 13 ottobre 2013   | Copenaghen        | Danimarca     | Store Vega                              |
| Oceania           |                   |               |                                         |
| 7 novembre 2013   | Auckland          | Nuova Zelanda | ASB Theatre                             |
| 9 novembre 2013   | Sydney            | Australia     | The Star Event Centre                   |
| 10 novembre 2013  | Sydney            | Australia     | The Metro Theatre                       |
| 12 novembre 2013  | Newcastle         | Australia     | Civic Theatre                           |
| 14 novembre 2013  | Melbourne         | Australia     | The Plenary                             |
| 16 novembre 2013  | Brisbane          | Australia     | Brisbane Convention & Exhibition Centre |

## Botteghino
| Luogo                            | Città       | Biglietti venduti / disponibili | Importo lordo |
| Regno Unito                      | Regno Unito | Regno Unito                     | Regno Unito   |
| -------------------------------- | ----------- | ------------------------------- | ------------- |
| Metro Radio Arena                | Newcastle   | 16,881 / 16,898 (99.9%)         | $745,929      |
| Capital FM Arena                 | Nottingham  | 14,720 / 14,720 (100%)          | $719,796      |
| Motorpoint Arena                 | Sheffield   | 22,500 / 22,500 (100%)          | $1,090,910    |
| Brighton Centre                  | Brighton    | 9,820 / 9,820 (100%)            | $469,605      |
| Bournemouth International Centre | Bournemouth | 8,890 / 8,890 (100%)            | $421,282      |
| Wembley Arena                    | Londra      | 10,833 / 10,833 (100%)          | $549,632      |
| LG Arena                         | Birmingham  | 12,416 / 12,416 (100%)          | $606,199      |
| Liverpool Echo Arena             | Liverpool   | 17,049 / 17,049 (100%)          | $815,463      |
| SECC                             | Glasgow     | 17,346 / 17,346 (100%)          | $829,508      |
| AECC                             | Aberdeen    | 4,450 / 4,450 (100%)            | $212,723      |
| National Indoor Arena            | Birmingham  | 11,315 / 11,315 (100%)          | $555,404      |
| Manchester Arena                 | Manchester  | 23,015 / 25,000 (93%)           | $1,130,080    |
| Motorpoint Arena Cardiff         | Cardiff     | 8,912 / 8,912 (100%)            | $434,272      |
| The O2 Arena                     | Londra      | 29,059 / 29,059 (100%)          | $1,496,840    |
| TOTALE                           | TOTALE      | 207,206 / 209,208 (99%)         | $10,077,643   |